# Karambakkam
Karambakkam es una ciudad censal situada en el distrito de Chennai en el estado de Tamil Nadu (India). Su población es de 21376 habitantes (2011). Se encuentra a 32 km de Tiruvallur y a 16 km de Chennai.

## Demografía
Según el censo de 2011 la población de Karambakkam era de 21376 habitantes, de los cuales 10759 eran hombres y 10617 eran mujeres. Karambakkam tiene una tasa media de alfabetización del 90,47%, superior a la media estatal del 80,09%: la alfabetización masculina es del 94,85%, y la alfabetización femenina del 85,99%.